# Semiothisa proditaria
Semiothisa proditaria là một loài bướm đêm trong họ Geometridae.